# 轻纱笔螺
轻纱笔螺（学名：Domiporta gloriola），是新腹足目笔螺科多普筆螺屬的一种。主要分布于印度尼西亚、台湾，常栖息在浅海。